# Begraafplaats van Auchonvillers
De Begraafplaats van Auchonvillers is een gemeentelijke begraafplaats in het Franse dorp Auchonvillers (Somme). Ze ligt 350 m ten zuidoosten van het dorpscentrum (Église Saint-Vincent).

## Britse oorlogsgraven
Op de begraafplaats ligt een perk met 15 Britse militaire graven uit de Eerste Wereldoorlog. Onder hen behoorden er 13 tot het 1st Border Regiment die op dezelfde dag (6 april 1916) sneuvelden. Alle grafzerken zijn niet vervaardigd uit de gebruikelijke witte portlandsteen maar hebben een rood-roze kleur. De graven worden onderhouden door de Commonwealth War Graves Commission en zijn er geregistreerd als Auchonvillers Communal Cemetery.
In hetzelfde dorp ligt ook de Britse militaire begraafplaats Auchonvillers Military Cemetery.